# Chitipat Tanklang
Chitipat Tanklang (thailändisch ชิติพัทธ์ แทนกลาง, * 11. August 1991 in Bangkok) ist ein thailändischer Fußballspieler.

## Karriere

### Verein
Chitipat Tanklang erlernte das Fußballspielen in den Schulmannschaften der Bangkok Sports School, der Suankularb-Wittayalai-School sowie in der Jugendmannschaft von Buriram United, wo er 2012 auch seinen ersten Profivertrag unterschrieb. Der Verein aus Buriram spielte in der ersten Liga, der Thai Premier League. Mit Buriram gewann er achtmal die Meisterschaft. Nach 168 Ligaspielen wurde sein Vertrag im Sommer 2024 nicht verlängert.

### Nationalmannschaft
Von 2013 bis 2014 spielte Chitipat Tanklang viermal in der thailändischen U-23-Nationalmannschaft.

## Erfolge
Buriram United
- Thailändischer Meister: 2013, 2014, 2015, 2017, 2018, 2021/22, 2022/23, 2023/24
- Thailändischer Vizemeister: 2019, 2020/21
- Thailändischer Pokalsieger: 2013, 2015, 2021/22, 2022/23
- Thailändischer Ligapokalsieger: 2013, 2015, 2022/23
- Kor Royal Cup: 2013, 2014, 2015, 2016
- Thailändischer Supercup-Sieger: 2019
- Toyota Premier Cup: 2014, 2016
- Mekong Club Championship: 2015, 2016